# توماس بي. ميلر
توماس بي. ميلر (بالإنجليزية: Thomas B. Miller)‏ هو محامي وسياسي أمريكي، ولد في 11 أغسطس 1896، وتوفي في 20 مارس 1976 في ويلكس بار في الولايات المتحدة. حزبياً، نشط في الحزب الجمهوري. وقد انتخب عضو مجلس النواب الأمريكي.